# Chlorobium
Il genere Chlorobium (conosciuto anche come Chlorochromatium) comprende batteri appartenenti alla famiglia dei batteri sulfurei verdi (Chlorobiaceae).
Le specie di Chlorobium presentano un colore verde scuro; in una colonna di Vinogradskij, lo strato di verde, spesso osservato è composto da colonie di Chlorobium. Questo genere vive in condizioni rigorosamente anaerobiche sotto la superficie di un corpo d'acqua, comunemente la zona anaerobica di un lago eutrofico.

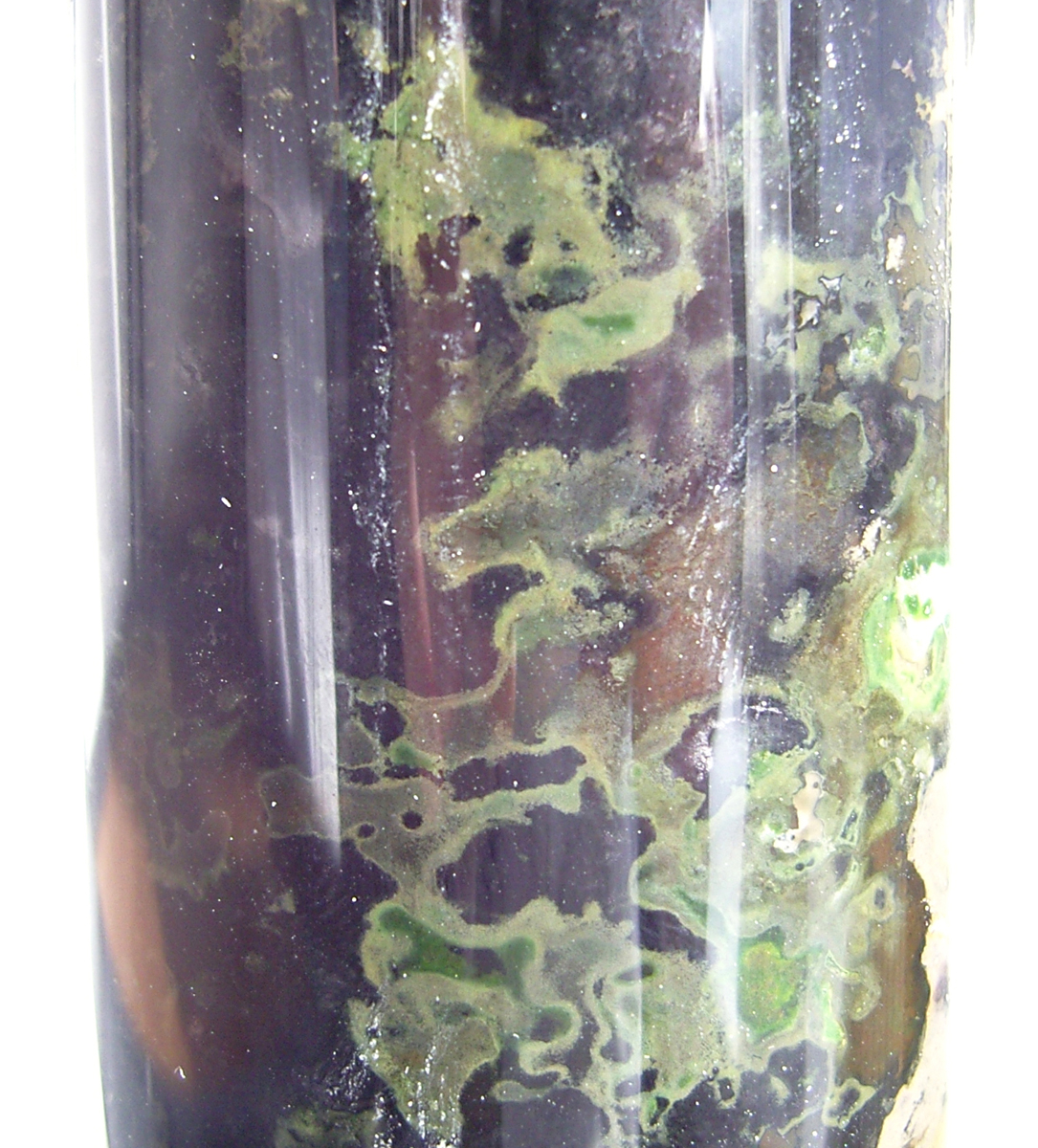
Colonie di Chlorobium, colorate di verde, presenti in una colonna di Vinogradskij

| Controllo di autorità | J9U (EN, HE) 987007534428005171 |